# Saison 2019 de l'équipe cycliste Sunweb
La saison 2019 de l'équipe cycliste Sunweb est la quinzième de cette équipe.

## Préparation de la saison 2019

### Sponsors et financement de l'équipe
Le voyagiste Sunweb (nl) est le sponsor principal de l'équipe depuis 2017. Cette entreprise, déjà sponsor de l'équipe depuis 2015, remplace alors les deux sponsors-titre Giant, qui reste son fournisseur de cycle, et Alpecin (nl), qui est devenu co-sponsor de l'équipe Katusha-Alpecin. Sunweb s'est d'abord engagé comme sponsor-titre pour trois ans puis a prolongé son engagement en 2018 pour une durée indéterminée,. 
Sunweb change de fournisseur de cycle en 2019, passant de Giant à Cervélo. Les casques Lazer remplacent Giant.
Le maillot de l'équipe change en également. Il est désormais fourni par l'entreprise suédoise Craft, et non plus par Etxeondo, et abandonne le blanc et noir pour une dominante rouge avec deux bandes verticales blanches devant et derrière. Le nom du sponsor Sunweb et le logo de Cervélo en noir figurent sur le torse et dans le dos, surmontés du logo « S » de Sunweb dans le dos. Cervélo est également présent sur le cuissard noir, aux côtés de Samsung, devenu sponsor de l'équipe en 2018.

### Arrivées et départs
L'effectif de Sunweb connaît une rotation important durant l'intersaison avec sept départs et neuf arrivées. Simon Geschke et Laurens ten Dam rejoignent l'équipe CCC. Edward Theuns retourne chez Trek-Segafredo après une saison chez Sunweb, les deux parties ayant convenu de rompre le contrat qui les liait pour 2019. Mike Teunissen et Lennard Hofstede s'engagent avec Jumbo-Visma. Teunissen a considéré que les dirigeants de Sunweb n'avaient pas suffisamment confiance en sa progression et retrouve ainsi son ancien employeur. Le sprinter Phil Bauhaus est recruté par Bahrain-Merida. Enfin Tom Stamsnijder prend sa retraite sportive, mettant fin à une carrière de douze ans dont sept dans l'équipe.
Neuf recrutements viennent compenser ces départs. L'expérience de Nicolas Roche, issu de BMC Racing, vient remplacer celle de Laurens ten Dam. Jan Bakelants (AG2R La Mondiale) vient également apporter son expérience et aider Tom Dumoulin sur les courses à étapes. Tous deux sont engagés pour an. Le Danois Asbjørn Kragh Andersen arrive de l'équipe continentale Waoo et rejoint son jeune frère Søren, membre de Sunweb depuis 2016. L'Australien Robert Power, auparavant chez Mitchelton-Scott, signe un contrat de deux ans. S'il lui aussi attendu comme équipier lors des courses à étapes, il est également considéré à 23 ans comme un coureur prometteur. Cinq autres jeunes coureurs sont engagés, dont certains sont consédérés comme les plus prometteurs de leur génération. C'est le cas de Marc Hirschi, champion du monde et d'Europe des moins de 23 ans et issu de l'équipe formatrice de Sunweb, comme deux autres recrues, Max Kanter, deux fois champion d'Allemagne des moins de 23 ans, et Joris Nieuwenhuis, vainqueur de la Coupe du monde de cyclo-cross espoirs en 2016-2017. Le Néerlandais Cees Bol arrive d'une autre équipe formatrice, SEG Racing Academy. Champion d'Europe espoirs en 2017, le Danois Casper Pedersen vient renforcer l'équipe pour les classiques et les arrivées au sprint. Hirschi et Pedersen sont engagées pour trois ans, Nieuwenhuis, Kanter et Bol pour deux ans,,,.
| Arrivées               | Équipe 2018             |
| ---------------------- | ----------------------- |
| Asbjørn Kragh Andersen | Waoo                    |
| Jan Bakelants          | AG2R La Mondiale        |
| Cees Bol               | SEG Racing              |
| Marc Hirschi           | Development Team Sunweb |
| Max Kanter             | Development Team Sunweb |
| Joris Nieuwenhuis      | Development Team Sunweb |
| Casper Pedersen        | Aqua Blue Sport         |
| Robert Power           | Mitchelton-Scott        |
| Nicolas Roche          | BMC Racing              |

| Départs          | Équipe 2019    |
| ---------------- | -------------- |
| Phil Bauhaus     | Bahrain-Merida |
| Simon Geschke    | CCC            |
| Lennard Hofstede | Jumbo-Visma    |
| Tom Stamsnijder  | retraite       |
| Laurens ten Dam  | CCC            |
| Mike Teunissen   | Jumbo-Visma    |
| Edward Theuns    | Trek-Segafredo |

## Coureurs et encadrement technique

### Effectif
L'équipe Sunweb compte 25 coureurs en 2019, auxquels il faut ajouter Florian Stork, arrivé en mars.
| Cycliste               | Date de naissance | Nationalité | Équipe 2018             |  |
| ---------------------- | ----------------- | ----------- | ----------------------- |  |
| Asbjørn Kragh Andersen | 9 avril 1992      | Danemark    | Waoo                    |  |
| Søren Kragh Andersen   | 10 août 1994      | Danemark    | Sunweb                  |  |
| Nikias Arndt           | 18 novembre 1991  | Allemagne   | Sunweb                  |  |
| Jan Bakelants          | 14 février 1986   | Belgique    | Ag2r La Mondiale        |  |
| Cees Bol               | 27 juillet 1995   | Pays-Bas    | SEG Racing              |  |
| Roy Curvers            | 27 décembre 1979  | Pays-Bas    | Sunweb                  |  |
| Tom Dumoulin           | 11 novembre 1990  | Pays-Bas    | Sunweb                  |  |
| Johannes Fröhlinger    | 9 juin 1985       | Allemagne   | Sunweb                  |  |
| Chad Haga              | 26 août 1988      | États-Unis  | Sunweb                  |  |
| Chris Hamilton         | 18 mai 1995       | Australie   | Sunweb                  |  |
| Jai Hindley            | 5 mai 1996        | Australie   | Sunweb                  |  |
| Marc Hirschi           | 24 août 1998      | Suisse      | Development Team Sunweb |  |
| Lennard Kämna          | 9 septembre 1996  | Allemagne   | Sunweb                  |  |
| Max Kanter             | 22 octobre 1997   | Allemagne   | Development Team Sunweb |  |
| Wilco Kelderman        | 25 mars 1991      | Pays-Bas    | Sunweb                  |  |
| Michael Matthews       | 26 septembre 1990 | Australie   | Sunweb                  |  |
| Joris Nieuwenhuis      | 11 février 1996   | Pays-Bas    | Development Team Sunweb |  |
| Sam Oomen              | 15 août 1995      | Pays-Bas    | Sunweb                  |  |
| Casper Pedersen        | 15 mars 1996      | Danemark    | Aqua Blue Sport         |  |
| Robert Power           | 11 mai 1995       | Australie   | Mitchelton-Scott        |  |
| Nicolas Roche          | 3 juillet 1984    | Irlande     | BMC Racing              |  |
| Michael Storer         | 28 février 1997   | Australie   | Sunweb                  |  |
| Florian Stork          | 27 avril 1997     | Allemagne   | Development Team Sunweb |  |
| Martijn Tusveld        | 9 septembre 1993  | Pays-Bas    | Sunweb                  |  |
| Louis Vervaeke         | 6 octobre 1993    | Belgique    | Sunweb                  |  |
| Max Walscheid          | 13 juin 1993      | Allemagne   | Sunweb                  |  |
| Stagiaire              | Date de naissance | Nationalité | Équipe 2019             |  |
| Nils Eekhoff           | 23 janvier 1998   | Pays-Bas    | Development Team Sunweb |  |
| Marten Kooistra        | 18 octobre 1997   | Pays-Bas    | SEG Racing Academy      |  |
| Martin Salmon          | 29 octobre 1997   | Allemagne   | Development Team Sunweb |  |

### Encadrement
L'intersaison voit deux entraîneurs, Morten Bennekou et Adriaan Helmantel, quitter l'équipe Sunweb. Ils rejoignent respectivement les fédérations danoise et néerlandaise. Tom Veelers, membre de l'encadrement depuis deux ans après avoir été coureur de l'équipe pendant neuf ans, part également.
Sunweb recrute Matt Winston, qui a auparavant dirigé l'équipe britannique junior pendant huit ans, ainsi que l'équipe ONE.

## Bilan de la saison

### Victoires
| Date       | Course                         | Pays       | Classe | Vainqueur        |
| ---------- | ------------------------------ | ---------- | ------ | ---------------- |
| 20/03/2019 | Nokere Koerse                  | Belgique   | 1.HC   | Cees Bol         |
| 26/03/2019 | 2e étape du Tour de Catalogne  | Espagne    | 2.UWT  | Michael Matthews |
| 30/03/2019 | 6e étape du Tour de Catalogne  | Espagne    | 2.UWT  | Michael Matthews |
| 18/05/2019 | 7e étape du Tour de Californie | États-Unis | WT     | Cees Bol         |
| 28/05/2019 | 1re étape du Tour de Norvège   | Norvège    | 2.HC   | Cees Bol         |
| 02/06/2019 | 21e étape du Tour d'Italie     | Italie     | 2.UWT  | Chad Haga        |
| 31/08/2019 | 8e étape du Tour d'Espagne     | Espagne    | 2.UWT  | Nikias Arndt     |
| 13/09/2019 | Grand Prix cycliste de Québec  | Canada     | 1.UWT  | Michael Matthews |
| 25/09/2019 | Circuit du Houtland            | Belgique   | 1.HC   | Max Walscheid    |

### Résultats sur les courses majeures
Les tableaux suivants représentent les résultats de l'équipe dans les principales courses du calendrier international (les cinq classiques majeures et les trois grands tours). Pour chaque épreuve est indiqué le meilleur coureur de l'équipe, son classement ainsi que les accessits obtenus par Sunweb sur les courses de trois semaines.

#### Classiques
| Classique            | Milan-San Remo     | Tour des Flandres     | Paris-Roubaix      | Liège-Bastogne-Liège | Tour de Lombardie |
| -------------------- | ------------------ | --------------------- | ------------------ | -------------------- | ----------------- |
| Coureur (classement) | Tom Dumoulin (11e) | Michael Matthews (6e) | Nikias Arndt (44e) | Jan Bakelants (30e)  | Jai Hindley (31e) |

#### Grands tours
| Grand tour           | Tour d'Italie                  | Tour de France      | Tour d'Espagne                    |
| -------------------- | ------------------------------ | ------------------- | --------------------------------- |
| Coureur (classement) | Chris Hamilton (34e)           | Lennard Kämna (40e) | Wilco Kelderman (7e)              |
| Accessits            | 1 victoire d'étape (Chad Haga) | -                   | 1 victoire d'étape (Nikias Arndt) |